# 小行星2166
小行星2166（2166 Handahl）是一颗围绕太阳公转的小行星。1936年8月13日，格利果利·N·諾伊明在克里米亚发现了此天体。
該小行星以天文學家丹尼爾·W·E·格林（Daniel W. E. Green）的母親維奧莉特·漢達爾·格林（Violet Handahl Green）命名。
这颗小行星的绝对星等为136.58507等。